# یواس‌اس دوپلین (ای‌کی‌ای-۸۷)
یواس‌اس دوپلین (ای‌کی‌ای-۸۷) (به انگلیسی: USS Duplin (AKA-87)) یک کشتی بود که طول آن ۴۵۹ فوت ۲ اینچ (۱۳۹٫۹۵ متر) بود. این کشتی در سال ۱۹۴۴ ساخته شد.